# Bahubel
Bahubel är en kulle i Schweiz. Den ligger i distriktet Thun och kantonen Bern, i den centrala delen av landet, 28 km sydost om huvudstaden Bern. Toppen på Bahubel är 957 meter över havet.